# Bom Jardim de Goiás
Bom Jardim de Goiás este un oraș în Goiás (GO), Brazilia.